# Ian Collins

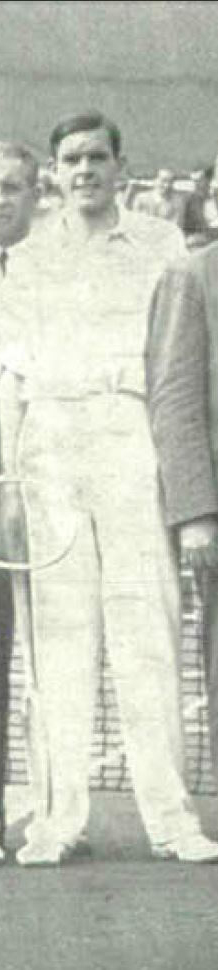
Ian Collins

Ian Glen Collins, OBE (* 23. April 1903 in Glasgow; † 20. März 1975, Bearsden, Dunbartonshire) war ein schottischer Tennis- und Cricket-Spieler.

## Leben
Collins war im Tennis ein Doppelspezialist; neben sechs ungeschlagenen Einsätzen für die britische Davis-Cup-Mannschaft stand er auch insgesamt viermal in einem Grand-Slam-Endspiel: 1929 im Herrendoppel mit Colin Gregory sowohl in Australien als auch bei den Wimbledon Championships sowie im Mixedwettbewerb von Wimbledon 1929 mit Joan Fry und 1931 mit Joan Ridley.
Collins gehörte sowohl der Schulauswahl von Harrow School als auch der Universitätsauswahl der Oxford University im Cricket an, wegen einer schweren Verletzung im ersten Jahr in Oxford 1922 kam er jedoch erst in seinem letzten Studienjahr zum Einsatz. Später spielte er mehrfach für die schottische Nationalmannschaft Cricket.
Im Zweiten Weltkrieg gehörte er zum SAS und erreichte den Rang eines Lieutenant Colonels. Unter anderem wurde er mit dem französischen Croix de Guerre ausgezeichnet und sowohl in die Ehrenlegion als auch in den Order of the British Empire aufgenommen.
Nach seinem Studienabschluss 1925 arbeitete er für William Collins & Sons; als er 1972 ausschied, war er Vizepräsident.